# Ruby Dediya
Ruby Dediya, verheiratet Ruby Thoma (* 1949 in Nauru), ist eine nauruische Politikerin. Sie war von 1986 bis 1992 sowie 1995 bis 1997 Mitglied des nauruischen Parlaments. Zeitweilig amtierte sie als Gesundheits- und Finanzministerin.

## Leben und Wirken
Ruby Dediya kam in Nauru zur Welt, erhielt ihre Bildung jedoch an australischen Schulen im Bundesstaat Victoria. Sie besuchte die Church of England Grammar School in Gippsland und die Highschool in Sale, wo sie unter anderem in Rhetorik und Schauspiel unterrichtet wurde. Anschließend absolvierte sie eine Ausbildung zur Krankenschwester am Epworth Hospital in Richmond. Danach studierte sie den Beruf der Hebamme an der Universität in Christchurch, Neuseeland. Später arbeitete sie als Oberschwester am Nauru General Hospital.
1983 kandidierte Dediya erstmals für das nauruische Parlament, wurde jedoch nicht gewählt. 1986 trat sie erneut im Wahlkreis Anetan/Ewa an, dieses Mal mit Erfolg. Sie wurde Gesundheitsministerin im Kabinett von Präsident Hammer DeRoburt. Wie alle nauruischen Parlamentsmitglieder zu dieser Zeit war sie parteilos. 1987 und 1989 wurde sie wieder ins Parlament gewählt und hielt so ihren Sitz bis 1992. Bei der dann folgenden Wahl unterlag sie in ihrem Wahlkreis Politiker Lawrence Stephen.
Dediya kritisierte zu dieser Zeit vehement die Verschwendung öffentlicher Gelder unter der Regierung von Präsident Bernard Dowiyogo. Mit der von ihr gegründeten Organisation People's Movement Association, der vor allem Frauen angehörten, demonstrierte sie unter anderem 1993 auf dem South Pacific Forum gegen teure Prestigeprojekte. Später organisierte sie die Blockade eines Flugzeugs von Air Nauru, das Politikern und ihren Ehefrauen für Überseereisen diente. Ihre regierungskritischen Aktivitäten führten dazu, dass Dediya ihre Stelle als Hebamme verlor.
Von 1995 bis 1997 war Dediya erneut Mitglied des Parlaments. 1996 war sie Finanzministerin einer kurzlebigen Regierung. Während einer Abwesenheit des Präsidenten Kennan Adeang wurde sie am 28. November 1996 zum „Acting President“, seiner Vertretung, ernannt.
Dediya war die erste Frau, die in das nauruische Parlament gewählt wurde und blieb die einzige bis zur Wahl von Charmaine Scotty im Jahr 2013.